# Christopher Ward (entomoloog)
Christopher Ward (Halifax, 1836 - Barbon, 1900) was een Brits entomoloog, gespecialiseerd in vlinders.
Hij schreef African Lepidoptera, being descriptions of new species, gepubliceerd in Londen door Longmans, Green & Co. Dit werk in drie delen had zestien pagina's en achttien prenten waarvan twaalf met de hand gekleurd waren. Het was gebaseerd op een verslag dat Ward al eerder in een Brits magazine gepubliceerd had. Deze waren Discriptions of new species of Diurnal Lepidoptera From Madagascar en Descriptions of new species of African Diurnal Lepidoptera. Een ander goed-geïllustreerd is een belangrijke bijdrage aan de kennis van de Oost-Afrikaanse vlinders, want het bevat beschrijvingen van 55 nieuwe soorten van Madagaskar, Brits-Kameroen, Nigeria en Oost-Afrika.
Ward was een lid van de Linnean Society of London. Zijn collectie is in het Muséum national d'histoire naturelle in Parijs, behalve de holotypes die werden verkocht aan Charles Oberthür.
- Library of Congress Control Number: no2016146851
- Virtual International Authority File: 358147905236779091852
- WorldCat: E39PBJqvXHQM7VxwTVvcCcR7pP